# پای شیر قفقازی
پای شیر قفقازی (نام علمی: Alchemilla caucasica) یک گونه از سرده پای شیر از خانواده یا تیرهٔ گلسرخیان است.